# Dedina Bara
Dedina Bara (en serbe cyrillique : Дедина Бара) est un village de Serbie situé sur le territoire de la Ville de Leskovac, district de Jablanica. Au recensement de 2011, il comptait 782 habitants.

## Démographie
| 1948 | 1953 | 1961 | 1971 | 1981 | 1991 | 2002 | 2011 |
| ---- | ---- | ---- | ---- | ---- | ---- | ---- | ---- |
| 631  | 642  | 690  | 716  | 869  | 809  | 802  | 782  |

|  |